# Hybos slossonae
Hybos slossonae är en tvåvingeart som beskrevs av Daniel William Coquillett 1895. Hybos slossonae ingår i släktet Hybos och familjen puckeldansflugor. Inga underarter finns listade i Catalogue of Life.